# Die unsichtbare Falle (Raumschiff Enterprise)
Die unsichtbare Falle (Originaltitel: The Enterprise Incident) ist die nach Ausstrahlungsreihenfolge zweite und nach Produktionsreihenfolge vierte Episode der dritten Staffel der Science-Fiction-Fernsehserie Raumschiff Enterprise. Sie wurde in englischer Sprache erstmals am 27. September 1968 bei NBC ausgestrahlt. In Deutschland war sie zum ersten Mal am 12. August 1972 in einer synchronisierten Fassung im ZDF zu sehen.

## Handlung
Im Jahr 2268 bei Sternzeit 5027.3 macht sich an Bord der Enterprise Schiffsarzt McCoy Sorgen um das zunehmend irrationale Verhalten von Captain Kirk. Ohne erkennbaren Grund befiehlt Kirk, das Schiff durch die Neutrale Zone ins Gebiet der verfeindeten Romulaner zu steuern. Dort wird die Enterprise umgehend von drei romulanischen Kriegsschiffen umzingelt. Die Romulaner möchten eine Zerstörung der Enterprise vermeiden, da sie sie lieber als Trophäe heimbringen würden. Man einigt sich schließlich auf einen Geiselaustausch. Zwei Romulaner beamen auf die Enterprise und Captain Kirk und sein erster Offizier Spock beamen auf das Führungsschiff der Romulaner, wo sie von dessen Kommandantin empfangen werden. Spock sagt ihr gegenüber aus, dass Kirk eigenmächtig und ohne Befehl von der Sternenflotte die Grenze verletzt hat.
Die Kommandantin lässt Kirk einsperren. An Spock hingegen findet sie Gefallen, denn er ist Halb-Vulkanier und die Vulkanier sind Verwandte der Romulaner. Sie bietet ihm an, das Kommando der Enterprise zu übernehmen und sie nach Romulus zu begleiten. Spock scheint nicht abgeneigt. Kirk zieht sich im Arrest eine Verletzung zu und McCoy darf zur Behandlung an Bord beamen. Als Spock und die Kommandantin sich der Zelle nähern, geht Kirk wegen dessen Verrat auf Spock los, der daraufhin einen „Todesgriff“ gegen Kirk anwendet.
Nachdem Kirk zurück auf die Enterprise gebracht wird, wird schnell klar, dass der tödliche Angriff nur vorgetäuscht war. Tatsächlich führen Kirk und Spock einen geheimen Auftrag der Sternenflotte durch, dessen Ziel es ist, eine Tarnvorrichtung der Romulaner zu entwenden. Während sich die romulanische Kommandantin nun mit Spock in ihr Quartier zurückzieht, um mit ihm die Einzelheiten der Übernahme der Enterprise zu besprechen, verpasst McCoy Kirk das Aussehen eines Romulaners. Der beamt auf das romulanische Schiff und erhält von Spock über ein geheimes Funksignal den genauen Standort der Tarnvorrichtung. Das Signal wird aber vom romulanischen ersten Offizier Tal bemerkt und Spocks doppeltes Spiel fliegt auf. Kirk ist es in der Zwischenzeit jedoch gelungen, die Tarnvorrichtung auszubauen und damit zurück auf die Enterprise zu beamen.
Die romulanische Kommandantin, die nicht nur auf eine Zusammenarbeit, sondern auch ein intimes Verhältnis mit Spock gehofft hatte, ist wütend über dessen Verrat und will ihn hinrichten lassen. Er erbittet das Recht der Selbstverteidigung, will dadurch aber lediglich Zeit gewinnen. Nach einigen Minuten gelingt es, Spock zu erfassen und zurück auf die Enterprise zu beamen – zusammen mit der Kommandantin, die ihn festhält. Für Verhandlungen wird sie auf die Brücke gebracht, doch sie befiehlt ihrem ersten Offizier die umgehende Zerstörung der Enterprise. Im gleichen Moment beendet aber Chefingenieur Scott den Anschluss der romulanischen Tarnvorrichtung an die Schiffssysteme. Die Enterprise kann nun verschwinden und den Heimweg antreten, während die romulanischen Schüsse ins Leere gehen.

## Verbindungen zu anderen Star-Trek-Produktionen
Joanne Linville spielt in dieser Folge den ersten weiblichen Raumschiffkommandanten, der im Star-Trek-Franchise zu sehen ist. Der Autor und Produzent Naren Shankar plante, ihre Figur in Folge 6.14 (Das Gesicht des Feindes) von Raumschiff Enterprise – Das nächste Jahrhundert aus dem Jahr 1993 wieder auftreten zu lassen, was aber an Termingründen scheiterte.
Einige Elemente aus dieser Folge wurden in späteren Star-Trek-Produktionen wieder aufgegriffen:
- Die klingonischen D-7-Schlachtkreuzer haben hier ihren ersten Auftritt (in frühere Raumschiff-Enterprise-Folgen wurden sie erst in der Remastered-Edition eingefügt). Sie sind später in zahlreichen weiteren Folgen mehrerer Serien als klingonische Kriegsschiffe zu sehen. Dass sie auch von den Romulanern genutzt werden, wird auch in den Folgen 1.06 und 2.03 (Der Überlebende und Wüste Scherze) der animierten Serie Die Enterprise von 1973/74 thematisiert.
- Die Nutzung einer Tarnvorrichtung durch ein Sternenflottenraumschiff wird mehrfach wieder aufgegriffen. In Folge 7.12 (Das Pegasus-Projekt) von Raumschiff Enterprise – Das nächste Jahrhundert aus dem Jahr 1994 geht es um eine experimentelle Tarnvorrichtung, die ein Sternenflotten-Admiral unter Missachtung eines Vertrags mit den Romulanern auf dem Raumschiff Pegasus testet. In der Serie Star Trek: Deep Space Nine wurde 1994 mit Beginn der dritten Staffel das Raumschiff USS Defiant eingeführt, das unter Duldung der Romulaner mit einer Tarnvorrichtung ausgestattet wurde und diese nur unter bestimmten Umständen benutzen darf. Im Film Star Trek: Der Aufstand von 1998 kommt ein Holoschiff vor, das sich optisch unsichtbar machen kann. Die rechtliche Situation dieser Technologie wird im Film nicht näher thematisiert. In der dritten Staffel der Serie Star Trek: Discovery von 2020 macht die USS Discovery eine Zeitreise ins Jahr 3189. Dort erhält sie eine Generalüberholung, was auch den Einbau einer Tarnvorrichtung beinhaltet. In Folge 3.06 (Die Bounty) von Star Trek: Picard aus dem Jahr 2023 wird eine Tarnvorrichtung aus dem klingonischen Museumsschiff HMS Bounty entwendet, um sie in die USS Titan A einzubauen.

## Produktion

### Drehbuch
D. C. Fontana wurde zu dieser Geschichte durch die Kaperung der USS Pueblo durch die nordkoreanische Marine am 23. Januar 1968 inspiriert.

### Darsteller
Jack Donner, Darsteller von Subcommander Tal, spielte auch einen vulkanischen Priester in der 2004 ausgestrahlten Episode 4.09 (Kir'Shara) von Star Trek: Enterprise.
Richard Compton, Darsteller eines Romulaners, spielte auch Lieutenant Washburn in der Folge Planeten-Killer. Als Regisseur inszenierte er 1987 die Episode 1.11 (Die Frau seiner Träume) von Raumschiff Enterprise – Das nächste Jahrhundert.

### Modelle und Requisiten
Das Modell des D-7-Schlachtkreuzers war eigentlich als reguläres klingonisches Schiff für die Folge Brautschiff Enterprise gebaut worden. Da es viel Geld gekostet hatte, wurde entschieden, es mehrfach zu verwenden. So wurde kurzerhand für Die unsichtbare Falle ein Technologieaustausch zwischen den Klingonen und den Romulanern erfunden.
Bei den Handfeuerwaffen der Romulaner handelt es sich um Requisiten, die in früheren Folgen bereits als klingonische Waffen eingesetzt worden waren.
Für die Tarnvorrichtung wurden der Kopf der Nomad-Sonde aus der Folge Ich heiße Nomad und eine Kugel aus Geist sucht Körper wiederverwendet.

## Adaptionen
James Blish schrieb eine Textfassung von Die unsichtbare Falle, die auf Englisch erstmals 1971 in der Geschichtensammlung Star Trek 4 erschien. Die deutsche Übersetzung erschien 1972.

## Rezeption
Charlie Jane Anders führte Die unsichtbare Falle 2014 auf gizmodo.com in einer Liste der 100 besten bis dahin ausgestrahlten Star-Trek-Folgen auf Platz 48.
Sven Harvey zählte Die unsichtbare Falle 2015 auf der Website Den of Geek als eine der 25 besten Folgen der beiden Serien Raumschiff Enterprise und Die Enterprise.
Tim Baker führte Die unsichtbare Falle 2016 in Newsweek in einer Auflistung der zehn besten Folgen von Raumschiff Enterprise auf Platz 6.
David Morgan führte Die unsichtbare Falle 2016 auf cbsnews.com als eine der besten Folgen von Raumschiff Enterprise auf.
Aaron Couch und Graeme McMillan erstellten 2016 anlässlich des 50-jährigen Jubiläums von Star Trek in Zusammenarbeit mit verschiedenen Beteiligten aus dem Franchise für den Hollywood Reporter eine Liste der 100 besten bis dahin ausgestrahlten Folgen. Die unsichtbare Falle wurde hierbei auf Platz 33 gewählt.
Alexandra August führte die aufkeimende Romanze zwischen Spock und der romulanischen Kommandantin 2017 auf cbr.com in einer Liste der 15 besten Star-Trek-Liebesbeziehungen auf Platz 11.
Matthew Fisher erstellte 2017 für die Website whatculture.com eine Liste der 30 besten Star-Trek-Folgen. Die unsichtbare Falle führte er hier auf Platz 17.
Kristy Ambrose erstellte 2020 für screenrant.com auf der Grundlage von IMDb-Bewertungen eine Liste der zehn besten Raumschiff-Enterprise-Folgen. Die unsichtbare Falle landete dabei auf Platz 9.
Christian Blauvelt listete Die unsichtbare Falle 2022 auf hollywood.com in einem Ranking aller 79 Raumschiff-Enterprise-Folgen auf Platz 10.

## Parodien und Anspielungen
In der Folge To Serve All My Days der Fanserie Star Trek: New Voyages von 2006 enthüllt Spock den Verbleib der gestohlenen Tarnvorrichtung aus Die unsichtbare Falle.
In Folge 1.14 (Die Zeitmaschine) der Sitcom The Big Bang Theory von 2008 ersteigern Leonard und Sheldon die Zeitmaschine aus dem gleichnamigen Film von 1960. Sheldon schlägt vor, ins Jahr 2328 (gemeint ist 2368) zu reisen, um die Tarnvorrichtung aus Die unsichtbare Falle nutzen zu können.
In der Doppelfolge To Boldly Go der Fanserie Star Trek Continues von 2017 trifft die Enterprise erneut auf die romulanische Kommandantin aus Die unsichtbare Falle.